# NPO Soul & Jazz
NPO Soul & Jazz (van 2017 tot 2023: NPO Radio 2 Soul & Jazz) is een radiostation van de Nederlandse Publieke Omroep dat sinds 1 januari 2016 uitzendt via het kanaal dat daarvoor werd gebruikt door NPO Radio 6. De zender zendt non-stop muziek uit. 
Naast de non-stop uren bestond de programmering tot februari 2022 uit programma's van de NTR, VPRO en MAX. Ook is NPO Soul & Jazz aanwezig bij North Sea Jazz, Noorderslag en diverse kleinere festivals waar soul- en jazzmuziek prominent aanwezig zijn. Hier worden met name door de NTR veel concerten opgenomen.

## Geschiedenis
Op 1 januari 2016 werd NPO Radio 6 opgeheven, vanwege bezuinigingen bij de Nederlandse publieke omroep. Het station werd te duur en trok te weinig luisteraars. De zender maakte een doorstart als online themakanaal onder de naam NPO Soul & Jazz, dat tussen 19 en 23 uur een aantal gepresenteerde programma's kende, en de rest van de tijd non-stop muziek uitzond. NPO Soul & Jazz wordt via alle distributiekanalen die NPO Radio 6 had uitgezonden, met uitzondering van de satelliet.
In 2019 werden er een aantal veranderingen doorgevoerd in de programmering van de zender. De Nederlandse jazzmuzikant Benjamin Herman en dj Phil Horneman kwamen beiden met een eigen podcast. Het programma van Aashna Sewpersad zag in 2019 geen vervolg en daarnaast kwamen ook de programma's van Omroep MAX en de VPRO te vervallen. Per februari 2022 stopte het programma van Co de Kloet, en sindsdien zendt het radiostation alleen non-stop muziek uit.

## Podcasts
Vanaf 2023 zendt de zender non-stop uit zonder programmering. De zender biedt wel een aantal podcasts aan, alle verzorgd door de NTR.
- Soul & Jazz Live met Andrew (gepresenteerd door Andrew Makkinga)
- Makkinga Meets (gepresenteerd door Andrew Makkinga)
- Benjamin's Lijst (gepresenteerd door Benjamin Herman)
- Phil Horneman
- Co Live! (gepresenteerd door Co de Kloet)